# Prévinquières
Prévinquières (okzitanisch: Previnquièiras) ist eine französische Gemeinde mit 275 Einwohnern (Stand: 1. Januar 2022) im Département Aveyron in der Region Okzitanien (vor 2016 Midi-Pyrénées). Die Gemeinde gehört zum Arrondissement Villefranche-de-Rouergue und zum Kanton Aveyron et Tarn. Die Einwohner werden Prévinquiérois genannt.

## Geografie
Prévinquières liegt etwa 32 Kilometer westnordwestlich von Rodez am Aveyron. Umgeben wird Prévinquières von den Nachbargemeinden Privezac im Norden und Nordwesten, Anglars-Saint-Félix im Norden, Rignac im Norden und Nordosten, Colombiès im Osten, Rieupeyroux im Süden sowie Compolibat im Westen.

## Bevölkerungsentwicklung
| Jahr                       | 1962 | 1968 | 1975 | 1982 | 1990 | 1999 | 2006 | 2013 |
| Einwohner                  | 504  | 455  | 434  | 395  | 329  | 290  | 279  | 303  |
| Quellen: Cassini und INSEE |      |      |      |      |      |      |      |      |

## Sehenswürdigkeiten
- Kirche Saint-Martin
- Schloss